# Cai E
Dans ce nom, le nom de famille, Cai, précède le nom personnel.
Cai E ou Tsai Ao (chinois simplifié: 蔡锷 ; chinois traditionnel : 蔡鍔 ; pinyin : Cài È ; Wade-Giles : Tsai O, 18 décembre 1882 au 8 novembre 1916) était un leader révolutionnaire chinois et chef de guerre. Il est né Cai Genyin (蔡艮寅 Cài Gěnyín) à Shaoyang, dans la province du Hunan, et son nom de courtoisie était Songpo (松坡 Songpo). Cai a fini par devenir un chef de guerre influent dans la province du Yunnan, et est surtout connu pour son rôle de leader dans la lutte contre les ambitions impériales de Yuan Shikai.

## Biographie

### Début de carrière
Cai a étudié à la prestigieuse et progressiste école Shiwu Xuetang, où il a reçu l'enseignement de Liang Qichao et Tang Caichang, et s'est rendu au Japon pour étudier en 1899. Cai est retourné en Chine en 1900, alors qu'il n'avait que dix-huit ans, et a tenté de prendre part à un soulèvement contre la dynastie des Qing dans le cadre de l'armée d'auto-assistance, une milice révolutionnaire menée par Tang Caichang. Lorsque la rébellion a échoué, Cai est retourné au Japon. Cai a rejoint le Tongmenghui, une organisation révolutionnaire chinoise parfois appelé en anglais le "Chinese United League", après son retour au Japon.
Cai est retourné au Yunnan peu avant la Révolution Xinhai. Après la révolution, il a servi en tant que commandant-en-chef du gouvernement militaire du Yunnan.

### Opposition à Yuan Shikai
En 1915, le président de la République Yuan Shikai annonce son intention de dissoudre la République et de se proclamer empereur d'une nouvelle dynastie. Après avoir entendu les intentions de Yuan, Cai s'échappe le 11 novembre de Pékin. Après son retour au Yunnan, Cai a créé l'Armée nationale de protection pour résister à Yuan et défendre la République. 
Le 12 décembre Yuan « accepte » formellement une pétition le demandant de devenir empereur ce qui soulève des protestations dans toute la Chine . Le 23 décembre Cai envoie un télégramme à Pékin menaçant de déclarer l'indépendance si Yuan n'annulait pas ses plans dans les deux jours. Yuan n'ayant pas répondu favorablement, Cai déclare son indépendance le 25 décembre, et projette d'envahir le Sichuan. Le gouverneur de la province du Guizhou rejoint Cai dans la rébellion, en déclarant d'indépendance le 27 décembre. Yuan est officiellement couronné comme empereur le 1er janvier 1916, les forces de Cai occupent avec succès le Sichuan un peu plus tard.
Yuan envoie deux commandants militaires du nord de la Chine pour attaquer Cai, mais, bien que leurs forces soient plus importantes que les siennes, ils ne cherchent pas ou ne réussissent pas à le vaincre . Quand il devient évident que la rébellion de Cai serait couronnée de succès, de nombreuses autres provinces se joignent à Cai pour résister à Yuan : le Guangxi et le Shandong proclament leur indépendance en mars, le Guangdong et le Zhejiang en avril, et le Shaanxi, le Sichuan et le Hunan en mai. Avec plusieurs provinces derrière eux, les révolutionnaires contraignent Yuan d'abandonner son rêve impérial le 20 mars 1916.
Après la mort de Yuan, le 6 juin 1916, Cai a occupé les postes de gouverneur - général et gouverneur du Sichuan. Cai se rend au Japon pour un traitement médical plus tard en 1916, mais décède peu après son arrivée. En l'absence de gouvernement central efficace, la Chine sous le contrôle des « gouverneurs militaires », la Chine entre dans la période des Seigneurs de la Guerre.